# Museo de la Geodiversidad
El Museo de la Geodiversidad, por sus siglas MGeo, en portugués Museu da Geodiversidade, es un recinto vinculado al Instituto de Geociencias de la Universidad Federal de Río de Janeiro, e inaugurado en 2007, con el propósito de asegurar la preservación, investigación y difusión del patrimonio geológico y paleontológico de la Tierra. La inauguración de este coincidió con la conmemoración del quincuagésimo aniversario de la creación del primer curso de geología en Río de Janeiro. El museo contaba en 2019 con 20 000 ejemplares entre rocas, minerales, meteoritos y paleoarte, además de la tercera mayor colección de fósiles de dicho país.

## Historia
La colección del museo comenzó con el traslado de la corte portuguesa a Brasil en 1808, cuando João VI de Portugal trajo consigo una colección mineralógica que pasó a formar parte del Gabinete Mineralógico de la Real Academia Militar, inaugurada en 1810. En 1858 esta academia se divide en la Escuela Militar y la Escuela Central, quedando esta última como titular de la colección. En adelante, la Escuela Central cambiaría de nombre varias veces: de Escuela Central a Escuela Politécnica de Río de Janeiro en 1874, en 1937 a Escuela Nacional de Ingeniería de la Universidad de Brasil, hasta terminar convirtiéndose en la Universidad Federal de Río de Janeiro.
Así, esa colección pasó a formar parte del Museo de Mineralogía, inicialmente instalado en el edificio del Instituto de Filosofía y Ciencias Sociales de la Universidad Federal de Río de Janeiro en el Largo de São Francisco de Paula. Con la creación del Instituto de Geociencias (IGeo) en 1967, y su traslado a la Ciudad Universitaria de Río de Janeiro —en la Isla da Fundão—, lo acompañó el Museo de Mineralogía. En diciembre de 2008, en conmemoración del quincuagésimo aniversario de la creación del primer curso de geología en Río de Janeiro, y quinto del país, el Museo de Mineralogía se convirtió en el Museo de la Geodiversidad.

## Colecciones
Resalta la colección llamada Memorias de la Tierra, inaugurada en 2011 y vigente, que recibe a más de 8000 visitantes por año. Es al principal exposición del museo, y está dividida en 12 módulos:
1. Tierra: un planeta en formación: esta primera sala exhibe cómo era el planeta Tierra en sus orígenes, simula el bombardeo de meteoritos que recibió, y la abundancia de cráteres,  volcanes y fisuras que por entonces el planeta tenía.[7]
2. Terremotos: esta sala simula los efectos de un terremoto, cuenta para ello con un piso interactivo que se mueve y abre, junto al sonido característico de un evento telúrico.[7]
3. Minerales: frutos de la tierra: hay expuestas rocas, minerales y gemas de diferentes orígenes y procesos geológicos aplicados. Resalta una geoda de amatista con más de 3 metros de diámetro.[10]
4. Mares del pasado: posee representaciones paleontológicas de la vida en los mares prehistóricos, junto con fósiles de aquellas eras geológicas.[10]
5. Y la vida conquista los continentes: representa la evolución de los organismos vegetales para adaptarse desde un ambiente acuático al ambiente terrestre.[10]
6. Bestias cretácicas: esta sala cuenta con varias réplicas de dinosaurios del período cretácico, junto a piezas fósiles de los mismos.[10]
7. Gondwana: la Tierra en movimiento: posee muestras de rocas que dan cuenta de la formación y fracturación del paleocontinente Gondwana.[11]
8. Paleojardín: espacio a cielo abierto que exhibe la evolución de las especies vegetales a lo largo del tiempo.[10]
9. La era de los mamíferos: esta sala se divide en tres módulos, que incluye a fósiles de mamíferos cenozoicos, entre ellos los siguientes dos módulos.[11]
10. El monstruo del Amazonas: réplica de Purussaurus brasiliensis, el yacaré más grande que ha existido, con 15 metros de largo.[11]
11. Los primeros americanos: en esta parte de la sala se pueden observar "artefactos arqueológicos, pinturas rupestres, y reconstituciones de cráneos de diferentes homínidos, y una escultura virtual de la primera americana descubierta: Luzia".[11]
12. Tecnógeno, una realidad: esta sala se centra en la forma en que el ser humano ha moldeado el planeta en tiempos recientes, invita a la reflexión sobre temas contingentes como el cambio climático, el uso de recursos naturales, entre ellos la utilización de combustibles fósiles, sus usos actuales, y su impacto en los sistemas naturales.[11]

También destaca el desarrollo de juegos educativos alusivos a los contenidos geológicos y paleontológicos orientados a la captación del aprendizaje infantil y juvenil.